# 光电管

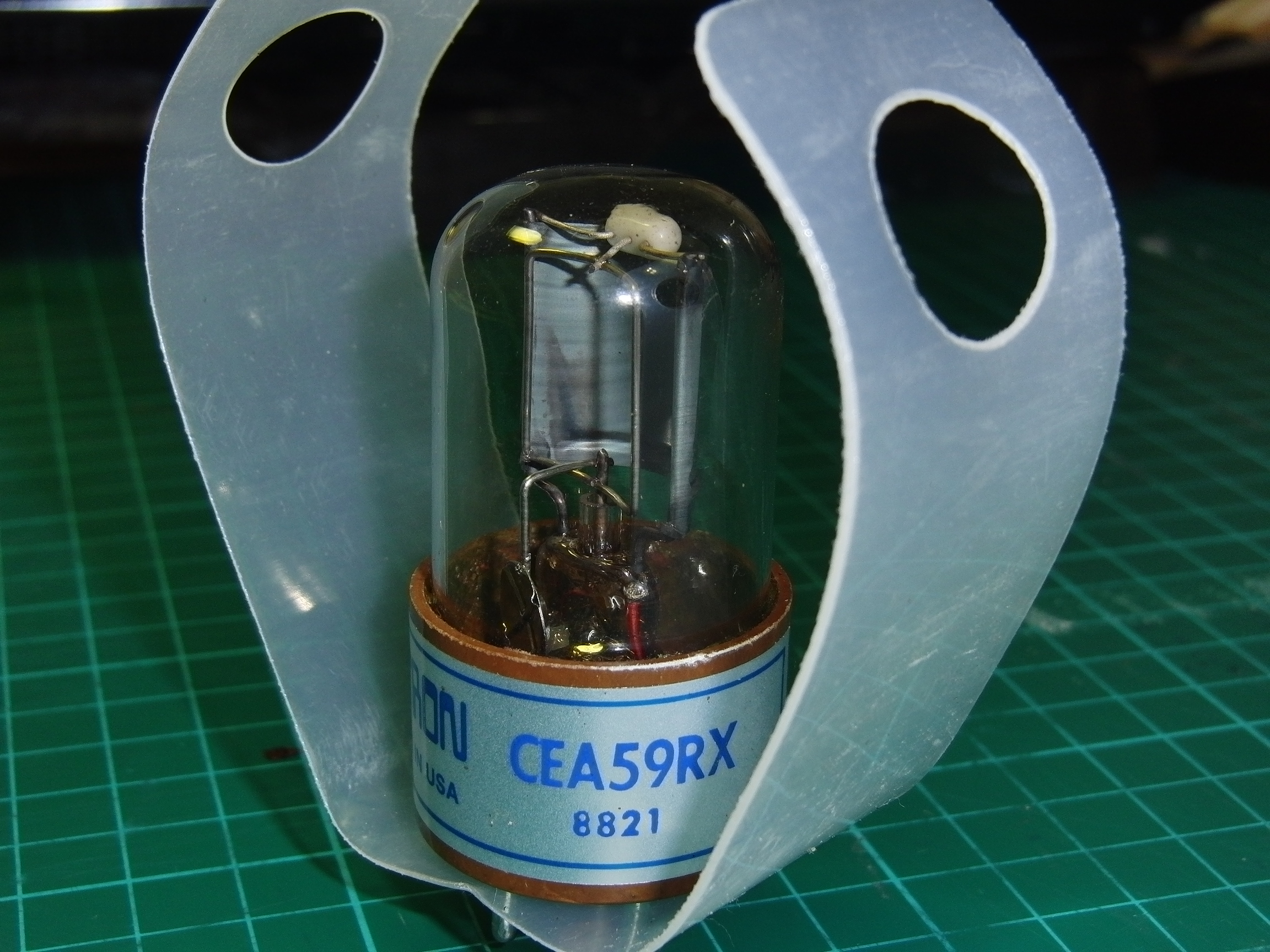
光電管的基本結構是由一個U字形的鹼金屬與集電極所構成。

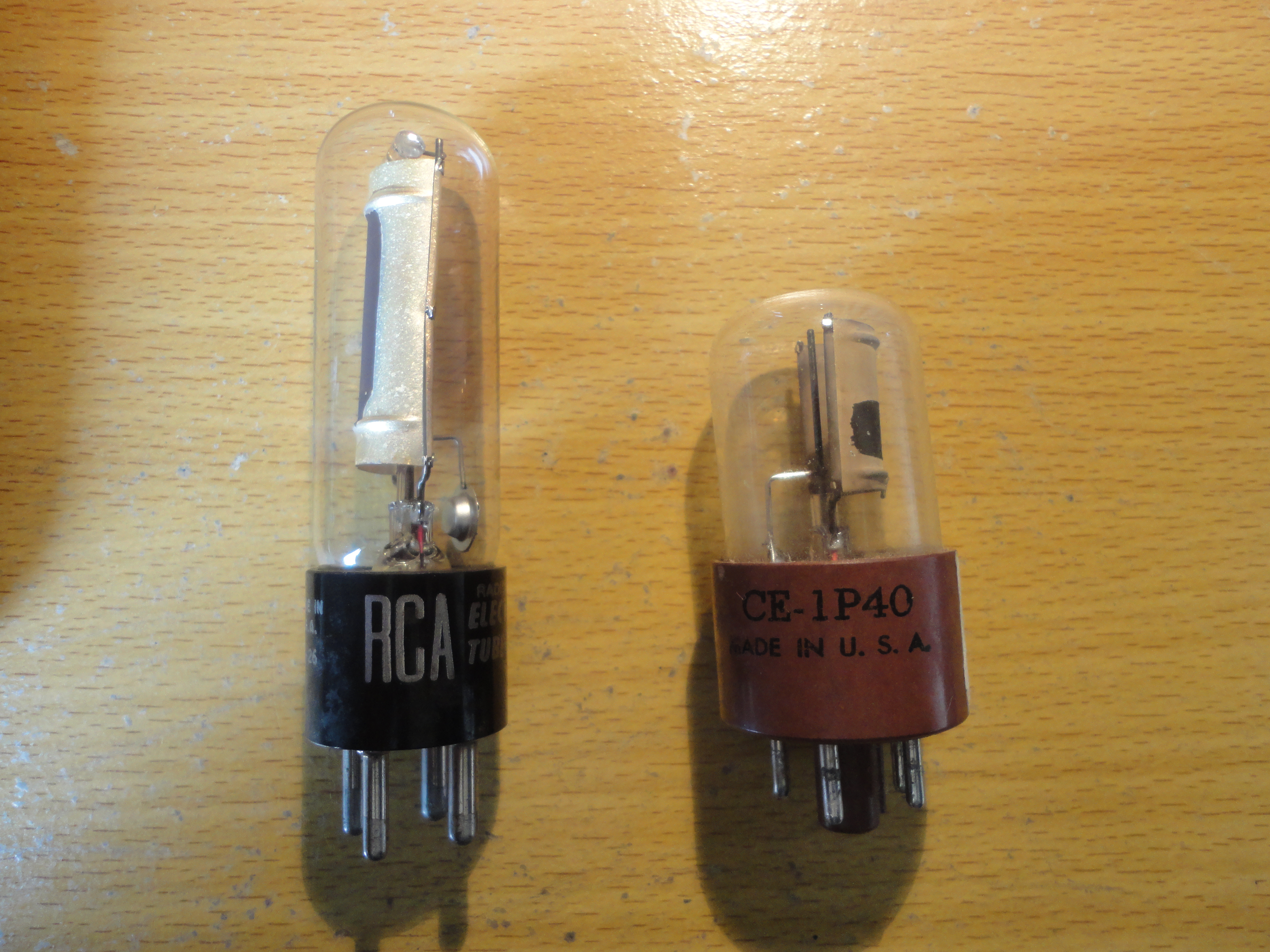
兩種不同的光電管。

光電管（Phototube），又稱電眼、光敏管，是光電效應的應用之一。利用金屬在光照射之下所產生的光電子，再加以測量光電子之最大電壓即可測定出光子波長。為了使能產生光電效應的光子頻率更廣，通常被照射的金屬電極會選用游離能較低的鹼金屬(如：銫)。而窗口的材質取決於需要測定的波長範圍。
若波長範圍在於可見光之間，可選用普通玻璃作為窗口材質；
波長範圍涉及紫外光，常選用石英作為窗口材質；
波長範圍在紅外光，常以硒化鋅、矽元素作為窗口材料。

## 使用須知
由於製造過程中為了保持光電管中的真空度，會添加額外的鹼金屬做為去氣劑；以及使用過程中，部分鹼金屬電極因光線照射而成為游離態。使得光電管上經常附著著少許的鹼金屬。
因此，再進行測量前應對光電管施加一電壓，使窗口上的鹼金屬氣化。這個過程也就是在使用分光光度計的前置作業中，所謂的熱機。

## 應用
- 分光光度計
- 光電倍增管
- 波譜分析
- 光頻率測定
- 元素分析